# اتزیو روسلی
اتزیو روسلی (ایتالیایی: Ezio Roselli; ۸ دسامبر ۱۸۹۶ – ۶ ژانویهٔ ۱۹۶۳) ژیمناست هنری اهل ایتالیا بود.